# Media Business Centre, Warszawa

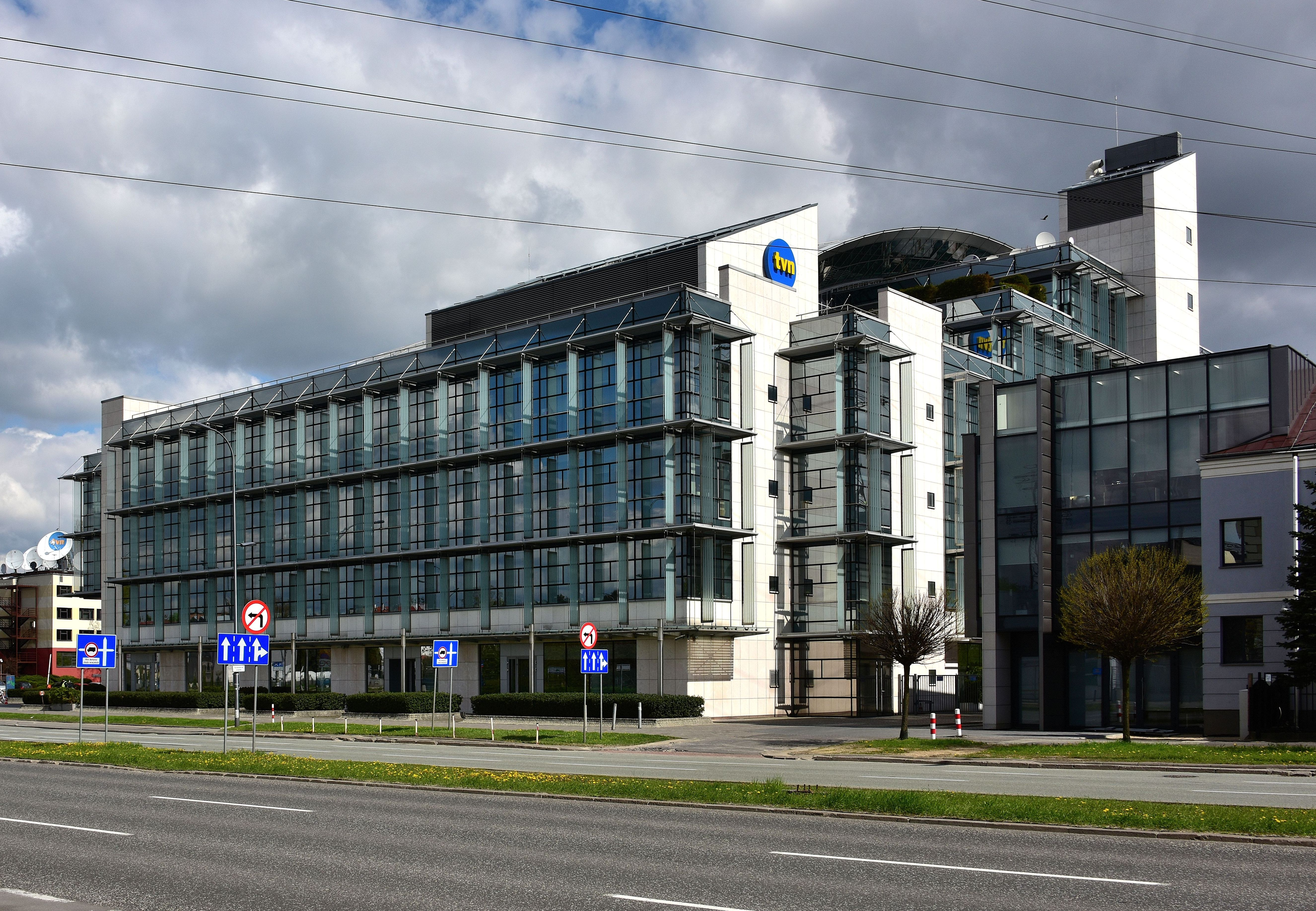
Trung tâm thương mại truyền thông

Trung tâm kinh doanh truyền thông (MBC) là một tòa nhà nằm ở 166 đường Wiertnicza ở Warsaw, Ba Lan. Nó nằm ở một khu vực của Warsaw thường được gọi là Sadyba, trên biên giới hành chính của các quận Mokotów và Wilanów). Đây là trụ sở của Tập đoàn TVN và phần lớn các công ty của nó. Nó được xây dựng vào năm 2002.
Có hai phòng tin tức trong tòa nhà. Tầng trên là nơi tạo và phát sóng chương trình tin tức của TVN Fakty và hầu hết các chương trình của TVN24. Tầng dưới (ở tầng trệt) là tòa soạn của TVN24 Biznes i Siwiat, đôi khi nó cũng phục vụ như một phòng dự trữ hoặc phòng thu cuối tuần của TVN24. Tòa nhà cũng chứa tất cả các dịch vụ thời tiết do TVN Meteo cung cấp, cũng như một số chương trình được cung cấp bởi các kênh khác của Tập đoàn TVN, bao gồm cả Báo cáo Turbo TVN.
Ở ngay gần MBC, có các tòa nhà được các công ty ITI Group dựng lên trước khi xây dựng tòa nhà văn phòng, bao gồm trụ sở đầu tiên của TVN tại đường Augustówka. Chúng vẫn đang được sử dụng.
Nó có diện tích 31000 mét vuông, bảy tầng trên mặt đất và hai tầng ngầm. Tòa nhà đã giành giải thưởng "Tòa nhà thông minh nhất năm 2003".
Vào năm 2016, một cuộc thi đã được công bố để phát triển ý tưởng kiến trúc cho việc tái phát triển khu vực lối vào chính của tòa nhà MediaN Center TVN SA, mà sau đó đã xác định được với chủ sở hữu cũ của TVN - Tập đoàn ITI.